# 柬埔寨地雷博物馆
柬埔寨地雷博物馆（英語：The Cambodian Landmine Museum）是一家位于柬埔寨暹粒市北部25公里处吴哥国家公园附近的博物馆，创始人是退伍军人阿基·拉。

## 历史

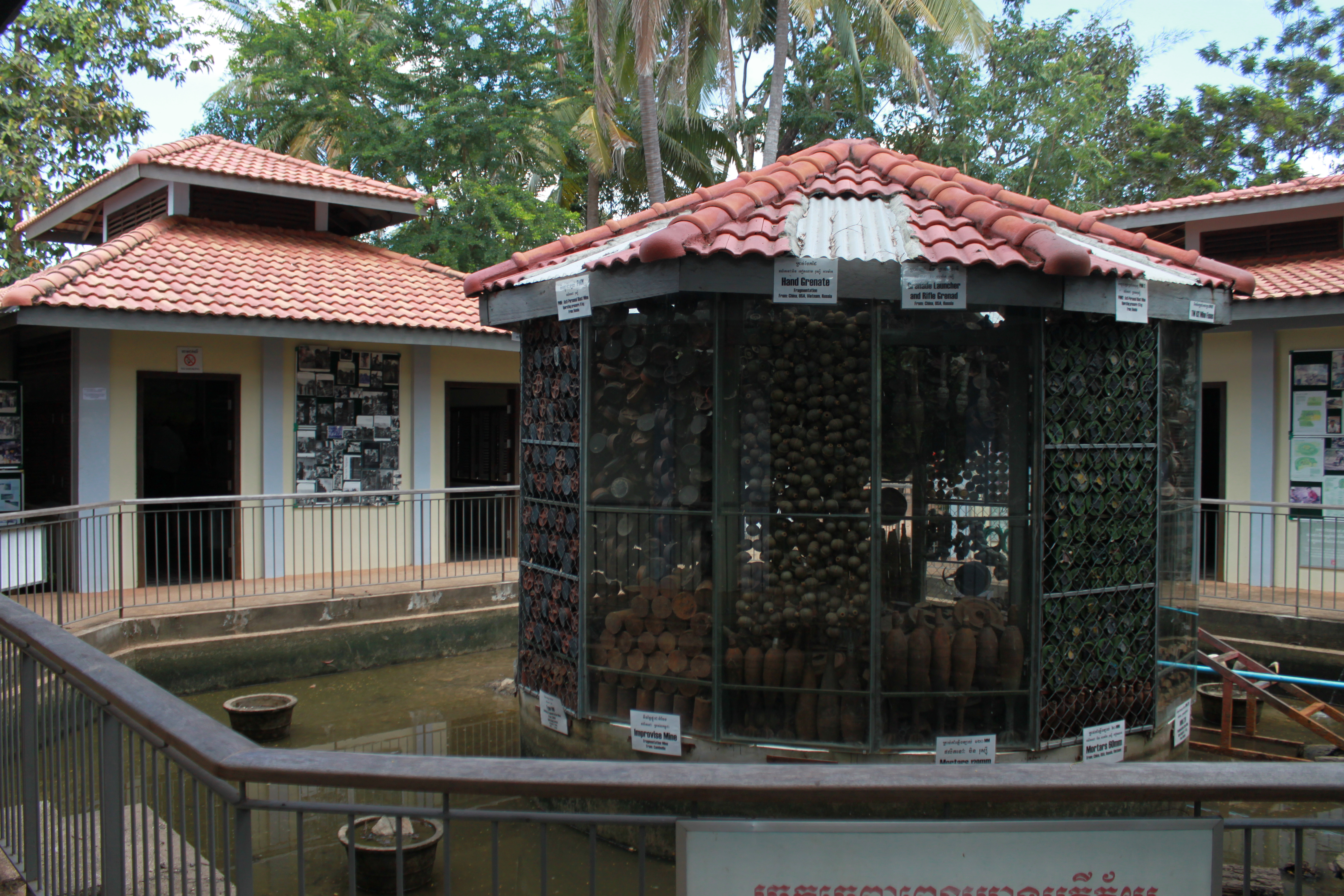

柬埔寨地雷博物馆是由退伍军人阿基·拉创办的。阿基·拉5岁时被红色高棉的部队抓走，10岁开始当兵，之后开始上战场举枪杀人、制造炸药、埋设地雷。他曾在一个月埋下五千枚地雷。柬埔寨长期的战争结束后，各方埋下的大量地雷威胁着民众的安全。据柬埔寨政府统计，1979年至2017年间，埋在地下的地雷和其他爆炸物夺去了两万多人的生命，4.5万人受伤。1992年，阿基·拉加入联合国维和部队，清除吴哥窟附近的地雷。之后，他决定投身于排雷事业。他回到早年自己战斗和埋雷的村子里，徒手清除地雷，用自制的工具去除引信。他在家里展出了一些已经安全处理过的地雷，向游客收取1美元的门票费，所得票款用于养育他收养的孩子们。这样，简易的地雷博物馆在1997年开张了。
2006年，根据政府命令，位于吴哥窟售票处附近的柬埔寨地雷博物馆关闭了。加拿大电影制作人里夏尔·菲图西（Richard Fitoussi）创办了柬埔寨地雷博物馆救济基金会，募集资金建设新馆。博物馆在女王宫附近新建馆舍。新址上的柬埔寨地雷博物馆在2007年对外开放。
与博物馆新馆一同建成的还有一个救济中心。阿基·拉领养了一些因地雷受伤或者因地雷成为孤儿的儿童，他和这些孩子就住在博物馆背后的房屋里。曾住在救济中心的儿童共有二十多人。住在这里的最后一名儿童在2018年离开了博物馆，到城里居住。

## 展陈
柬埔寨地雷博物馆展出几千枚地雷、手榴弹等战争遗存。博物馆希望从阿基·拉的视角讲述柬埔寨地雷的故事，告知公众地雷的危害、柬埔寨排雷的重要性。